# Moto Guzzi Stelvio-serie
De Moto Guzzi Stelvio is een zware allroad motorfiets van het merk Moto Guzzi, die in 2008 op de markt kwam en waarvan de productie stopte in 2016. De naam verwijst naar de Stelviopas in de Italiaanse Alpen.

## Voorgeschiedenis
De allroad categorie was in de jaren tachtig populair geworden na het verschijnen van de Yamaha XT 500 en de BMW R 80 G/S. Ook het succes van de Dakar-rally speelde een grote rol. Toen de BMW groeide naar 1000,- 1100-, 1150- en uiteindelijk 1200 cc werd het een enorm gewild model, en een aantal merken speelden hierop in door vergelijkbare modellen uit te brengen, zoals de Honda Varadero, de Suzuki V-Strom, de Ducati Multistrada en de Triumph Tiger. De vermogens ontstegen intussen de 100 pk. Moto Guzzi had al vanaf het begin geprobeerd de trend te volgen, met de NTX 350, de NTX 650 en de NTX 750. Uiteindelijk had men in de jaren negentig een poging gedaan met de Quota 1000 en 1100, die vooral te hoog, te zwaar en te duur was om BMW van de troon te stoten. In 2008 verscheen de Moto Guzzi Griso 1200 8V met vier kleppen per cilinder en met deze motor én een nieuw ontwerp kon men een nieuwe poging wagen.

## Stelvio 1200 4V
De eerste keer dat journalisten de Stelvio konden testen was in april 2008, maar toen waren en nog niet eens voldoende geproduceerd om iedereen in één keer te laten rijden. De "4V" op de kuip was een beetje misleidend, want de machine had weliswaar vier kleppen (Quattro Valvole) per cilinder, maar in totaal waren dat er dus acht. Ten opzichte van de Quota was veel vooruitgang geboekt, niet alleen technisch, maar vooral ook esthetisch. Technisch was de BMW R 1200 GS zo dicht mogelijk benaderd: vier kleppen per cilinder, CARC-enkelzijdige achterwielophanging (BMW: paralever) en luchtdichte spaakwielen om tubeless banden mogelijk te maken (BMW: Kreuzspeichenrad). Een equivalent voor de telelever voorvork van BMW was er niet, maar in plaats daarvan had de Stelvio een Marzocchi Upside Down-voorvork. Alleen ABS kon Moto Guzzi in 2008 nog niet aanbieden, maar handvatverwarming was als optie leverbaar. Het ontwerp was ultramodern, met een grote tophalf kuip met dubbele koplampen en een twee-in-één uitlaat die hoog genoeg zat om het enkelzijdig opgehangen achterwiel te tonen. Voor het gebruik in het terrein waren de onderpoten van de voorvork beschermd door kunststof kappen, en kwetsbare delen die door takken of steenslag konden beschadigen, zoals het voorspatbord en de voorkant van de kuip, waren van anthracietkleurige slijtvaste plasticdelen voorzien.

### Motor
De motor was een luchtgekoelde 90° V-twin met vier kleppen per cilinder. Hoewel de motor nog steeds in hoofdzaak luchtgekoeld was, speelde ook de motorolie een grote rol bij de koeling. Het carter was horizontaal gedeeld. De kleppen werden bediend door stoterstangen en tuimelaars vanaf een enkele nokkenas die boven de krukas lag. De wisselstroomdynamo zat nu niet meer aan de voorkant van de krukas naar vond een plek tussen de cilinders, waardoor het motorblok korter werd. Er was een Weber-Marelli injectiesysteem toegepast. In 2009, toen de Stelvio 1200 NTX verscheen, werd het motorblok van de 1200 4V ook gewijzigd.

### Aandrijflijn
De Stelvio had een enkelvoudige droge plaatkoppeling, een zesversnellingsbak en de secundaire aandrijving gebeurde door een cardanas die in de CARC ophanging weggewerkt was.

### Rijwielgedeelte
De machine had een lateraal brugframe waarvan de framebuizen laag over de cilinders liepen. De motor was een dragend deel van de constructie. Aan de voorkant zat een 50 mm Marzocchi Upside Down-voorvork met een diameter van 50 mm en achter was de CARC enkelvoudige wielophanging toegepast met een enkele Boge schokdemper. Er zaten twee 320 mm remschijven in het voorwiel, die door radiale remklauwen bediend werden. Achter zat een enkele 282 mm schijf. De Stelvio 1200 4V had geen ABS, maar evolueerde mee toen de NTX verscheen en kreeg dat vanaf 2009 wel. Het ABS was voor terreingebruik uitschakelbaar.

## Stelvio 1200 NTX
De 1200 NTX werd in 2009 voorgesteld. Technisch waren er geen verschillen met de 1200 4V. Er waren wel vernieuwingen toegepast, maar de 4V kreeg die vanaf 2009 ook. De motor kreeg een grotere airbox, een vlakkere nokkenas en een ander injectiesysteem, waardoor het maximum koppel groter werd en ook eerder werd afgegeven. Aanvankelijk was dat 108 Nm bij 6.400 tpm, vanaf 2009 113 Nm bij 5.800 tpm. De NTX was de wat "ruigere" uitvoering van de Stelvio, vergelijkbaar met de "Adventure" versie van de BMW R 1200 GS. Daarom had hij grote koffers met binnentassen, een kleine beschermingsbeugel om de cardanaandrijving, een andere carterbescherming, twee mistlampen, valbeugels en handkappen.

## Technische gegevens
| Moto Guzzi Stelvio 1200 | 4V                                           | NTX                                          |
| ----------------------- | -------------------------------------------- | -------------------------------------------- |
| Periode                 | 2008-                                        | 2009-                                        |
| Categorie               | allroad                                      | allroad                                      |
| Motortype               | kopklepmotor                                 | kopklepmotor                                 |
| Bouwwijze               | Langsgeplaatste 90° V-twin                   | Langsgeplaatste 90° V-twin                   |
| boring                  | 52 mm                                        | 52 mm                                        |
| slag                    | 81,5 mm                                      | 81,5 mm                                      |
| Cilinderinhoud          | 1155,4 cc                                    | 1155,4 cc                                    |
| Brandstofvoorziening    | Magneti Marelli Multipoint injectie          | Magneti Marelli Multipoint injectie          |
| Ontsteking              | elektronisch                                 | elektronisch                                 |
| Compressieverhouding    | 11:1                                         | 11:1                                         |
| Max. vermogen           | 105 pk bij 7.500 tpm                         | 105 pk bij 7.250 tpm                         |
| Topsnelheid             | ca. 190 km/h                                 | ca. 190 km/h                                 |
| Aandrijving             | cardanas                                     | cardanas                                     |
| Koppeling               | enkelvoudige droge plaatkoppeling            | enkelvoudige droge plaatkoppeling            |
| Versnellingen           | zes                                          | zes                                          |
| Rijwielgedeelte         | dubbel wiegframe, buisframe                  | dubbel wiegframe, buisframe                  |
| Wielbasis               | 1535 mm                                      | 1535 mm                                      |
| Vering vóór             | 50 mm Marzocchi Upside Down-voorvork         | 50 mm Marzocchi Upside Down-voorvork         |
| Vering achter           | CARC met Boge schokdemper                    | CARC met Boge schokdemper                    |
| Banden                  | voor 110/80 × 19", achter 180/55 × 17"       | voor 110/80 × 19", achter 150/70 × 17"       |
| Rem(men)                | vóór twee schijfremmen, achter één schijfrem | vóór twee schijfremmen, achter één schijfrem |
| gewicht                 | 214 kg droog                                 | 251 kg rijklaar                              |
| Tankinhoud              | 18 liter                                     | 18 liter                                     |